# Yvan Dejaegher
Yvan Dejaegher (Kortrijk, 21 oktober 1954) is een Belgische landbouwingenieur, met een speciale licentie marketing (Vlerick).

## Biografie
Na zijn middelbare studies ging hij verder studeren aan de Rijksuniversiteit Gent waar hij afstudeerde als landbouwingenieur met als afstudeerrichting landbouweconomie. Daarna behaalde Dejaegher nog Aggregaat voor Hoger Secundair Onderwijs en een Speciale licentie in marketing en distributie.
Yvan Dejaegher begon zijn carrière op het Afrikaanse continent, waar hij 10 jaar een coördinerende functie vervulde binnen het Nationaal Instituut voor de statistiek  te Rwanda (1979 - 1988). 

## BFA
In december 1988 trad Dejaegher in dienst bij het toenmalige BEMEFA/APFACA, Beroepsvereniging van de Mengvoederfabrikanten. Hij startte als adviseur Economie. Na 5 jaar werd hij directeur van Bemefa en in 1995 werd hij directeur-generaal.
Yvan slaagde er in om een groot draagvlak te creëren door er voor te zorgen dat meer dan 98 % van de Belgische mengvoederproductie lid werd van BEMEFA/APFACA. Voordien was dat minder dan 80 %.
Met Yvan Dejaegher aan het stuur was de Belgische veevoedingssector de gangmaker van de voederveiligheid en ook op Europees en internationaal vlak speelde hij een belangrijke rol inzake voedselveiligheid en duurzaamheid van de voedselketen.
In de nasleep van de dioxinecrisis werden tal van initiatieven genomen die de voedselveiligheid en de traceerbaarheid bevorderden. Zo werd in 2001 OVOCOM, het Belgisch overlegplatform voor de diervoedersector, opgericht met Yvan als voorzitter. 
Onder zijn impuls werd eveneens het ‘Platform voor Maatschappelijk Verantwoorde Diervoederstromen’. Hij speelde ook een belangrijke rol bij het tot stand komen van de RTRS standaard.  Een andere belangrijke mijlpaal is de antibioticareductie. De diervoedersector stelde zich als doelstelling dat de hoeveelheid met antibiotica gemedicineerde voeders eind 2017 moest teruggeschroefd worden met 50 procent in vergelijking met 2011. Dat bleek een enorme uitdaging en de veevoedersector was dan ook trots dat de vooropgestelde reductie eind 2017 behaald werd. En ook in 2018 zette de daling zich voort: -70 procent in vergelijking met 2011. 
Naast al deze realisaties was ook de naamswijziging van Bemefa/Apfaca naar BFA (Belgian Feed Association) een belangrijke symbolische stap. BFA telt in 2019 ongeveer 160 leden (kern- en mengvoedersfabrikanten) en heeft als missie de belangen van haar leden te behartigen en te streven naar de algemene maatschappelijke aanvaarding van een duurzame diervoederproductie.
In mei 2019 gaf Dejaegher de directeursfakkel door en blijft hij BFA nog verder ondersteunen als Adviseur-Generaal.
Naast BFA is Dejaegher ook nog actief in vele andere organisaties: FEFAC, OVOCOM, FAVV, AMCRA, Belpork, AB Register,..

## Trivia
In april 2019 werd Dejaegher zijn carrière bij BFA bekroond met de benoeming tot Officier in de Leopoldsorde.
Sinds 2019 is hij voorzitter van de Fifty One Club Geel en ook daar komt zijn voorliefde voor wijn tot uiting.
In 2010 werd Yvan Dejaegher door de Nederlandse Mengvoeder Industrie gekozen als winnaar van De Molenaar Award. De prijs was conform de jury een beloning voor zijn grote verdiensten voor de sector in België en voor zijn inspanningen om de diervoederindustrie internationaal en in de keten op de kaart te zetten.